# Riccobaldo von Ferrara
Riccobaldo von Ferrara, Riccobaldo da Ferrara, Riccobaldo Ferrarese, latinisiert Riccobaldus Ferrariensis, (* 1245 oder 1246 ; † 1318 oder danach) war ein Chronist, Historiker und Geograph. Er stammte aus Ferrara oder dessen Umgebung, war aber im späteren Leben die meiste Zeit im Exil. Er steht am Übergang von mittelalterlichen Chroniken zu früher humanistischer Gelehrsamkeit, insbesondere dem Vor-Humanistenkreis in Padua. Er schrieb sowohl über Regionalgeschichte als auch Weltgeschichte.
Es gibt unterschiedliche Schreibweisen, früher schrieb man ihm auch den Namen Gervasio (Gervasius) zu.
Riccobaldo erlebte als Kind den Aufenthalt von Papst Innozenz IV. in Ferrara (Oktober 1251). Er wirkte lange in seiner Heimatstadt Ferrara als Notar (mit Reisen oder Arbeitsaufenthalten als Notar z. B. 1293 nach Padua, 1290 nach Reggio Emilia), musste aber 1297 ins Exil, wie er es selbst bezeichnete. Der Grund ist unbekannt, eventuell hat er bei einem Zwist in der Herrscherfamilie von Ferrara die falsche Seite gewählt. In Ferrara regierte ab 1293 Azzo VIII. (gestorben 1308) aus dem Hause Este, der mit auch vor Gewalttaten bei der Ausweitung seiner Güter und seiner Macht nicht zurückschreckte und seinen Bruder enterbte für die Mitgift seiner Tochter Beatrice bei ihrer Heirat mit Karl II. von Neapel. Der Nachfolger von Azzo VIII. wurde 1308 sein jüngerer Bruder Aldobrandino II.
Zunächst ging Riccobaldo nach Ravenna (nachgewiesen von 1297 bis 1300, anscheinend unter dem Schutz des Erzbischofs), wo er nach Konsultation der örtlichen Archive (und des Archivs im nahen Nonantola) historische Arbeiten verfasste: Pomerium Ravennatis Ecclesie (Garten der Kirche von Ravenna) und dem begleitenden Werk De septem aetatibus mundi (Über die sieben Weltzeitalter) sowie eine Zusammenstellung von Auszügen aus Chroniken. Sein Pomerium basierte auf der Kirchengeschichte von Eusebius von Caesarea und Hieronymus. Er kannte und verwendete aber auch aus seinen Studien in Ravenna und anderswo Prosper Tiro von Aquitanien, die sog. Kosmographie von Ravenna, Titus Livius, Sueton, Isidor von Sevilla (dessen Werk er einem Bischof Miletus zuschrieb), Einhard, Cicero, die historischen Berichte von Julius Caesar, die Naturgeschichte von Plinius, das Itinerarium Antonini, Orosius, Papias von Hierapolis, die Legenda aurea, Solinus, Martin von Opava, Eutropius, Paulus Diaconus, Seneca, Lucans Pharsalia, Pompeius Trogus, Florus, den legendären Reisebericht des Heiligen Brendan, Andreas Agnellus von Ravenna (Liber pontificalis ecclesiae Ravennatis), Boethius, Juvenal, Vergil (und Kommentar der Aeneis von Maurus Servius Honoratus), die Rhetorica ad Herennium, Petrus Comestor (Historia scholastica), Horaz, Pomponius Mela, Hegesippus, die Historia Caroli Magni, die Disticha Catonis, Handschriften aus der Abtei Santa Giustina in Padua, möglicherweise Vincent von Beauvais und weitere Werke. 
Zwischen 1308 und 1313 war er in Padua, wo er seine Historie verfasste, von der nur der erste Teil erhalten ist. 1308 und 1310 ist er wieder in seiner Heimatstadt Ferrara nachgewiesen, deren Chronik er verfasste (Chronica parva Ferrariensis). Außerdem schrieb er eine Chronik von Ravenna (Chronica extracta de archivo ecclesie Ravenne) und ein Buch über Geographie der Welt (De locis orbis). 1313 wurde er erneut verbannt und ging nach Verona. Dort entstanden seine Compilatio chronologica und Compendium de historia Romana et de aliis congestis (Kompendium der römischen Geschichte und anderer Ereignisse).
Er ist Gegenstand aktueller Forschung, wozu auch die Herausgabe weiterer Handschriften gehört.

## Schriften
Buchausgaben:
- Gabriele Zanella (Hrsg.): Chronica parva Ferrariensis, Ferrara 1983 (Deputazione provinciale ferrarese di storia patria, serie Monumenti, IX)
- Ann Teresa Hankey (Hrsg.): Ricobaldi Ferrariensis, Compendium Romanae Historiae, 2 Bände, Rom 1984
- Gabriele Zanella (Hrsg.): Riccobaldo da Ferrara, De locis orbis et insularem et marium, Ferrara 1986 (Deputazione provinciale ferrarese di storia patria, serie Monumenti, X), Libro I, Libro II
- Ann Teresa Hankey (Hrsg.): Ricobaldi Ferrariensis, Compilatio chronologica, Rom 2000 (Istituto storico italiano per il Medio Evo, R. I. S. 3, 4)

Ältere Ausgaben:
- Riccobaldi da Ferrara: Chronica parva Ferrariensis, in: Rerum Italicarum scriptores, Band 8, Mailand 1726, Sp. 469–488
- Riccobaldi da Ferrara: Pomerium Ravennatis Ecclesiae, in: Rerum Italicarum scriptores, Band 9, Mailand 1726, Sp. 97–186

Online-Ausgabe:
- Pomerium Ravennatis ecclesie, Ausgabe von Gabriele Zanella 2001.[4]

Weitere Werke ohne Ausgaben:
- Chronica de septem aetatibus mundi
- Chronica extracta de archivo ecclesie Ravenne
- Historia romana
- De origine urbium Italie